# Vincenzo Marruocco
Vincenzo Marruocco (Napoli, 23 marzo 1979) è un allenatore di calcio ed ex calciatore italiano, di ruolo portiere.

## Carriera
Esordisce nel Giugliano nella stagione 1997-1998, dove vince il C.N.D e lo scudetto dilettanti,  e dopo l'esperienza nelle giovanili del Lecce, ottiene due promozioni in maglia Messina ricoprendo il ruolo di secondo portiere.
Dopo brevi esperienze, poi, con Salernitana e Chieti, trova continuità a Foggia, in C1, dove è titolare per tre stagioni consecutive. Nel corso della stagione 2004-05, ha consentito al suo Foggia di pareggiare 1 ad 1 contro il Martina andando a battere (e realizzare) un calcio di rigore.
Nella stagione 2007-08 il grande salto in Serie A, a Cagliari e poi, in gennaio, in prestito al Ravenna, in Serie B dove, però, non riesce ad evitare la retrocessione.
Chiusa la breve parentesi in A con il Cagliari, la Società sarda lo cede in prestito nelle ultime battute del mercato estivo alla Cavese. Con i biancoblù cavesi militerà per tutta la stagione nei primi posti di classifica per un posto nei Play-off ma, nella gara interna dell'ultima giornata, i cavesi perderanno contro il Pescara, dando addio al 5º posto valido gli spareggi.
A Novembre della stagione calcistica 2009/10 si accorda con il Manfredonia, che milita in Lega Pro Seconda Divisione.
Il 30 giugno 2010 l'Avellino ufficializza l'acquisto dell'estremo difensore partenopeo. Dopo una stagione condotta tra alti e bassi tra i pali biancoverdi, il 29 marzo 2011 viene messo temporaneamente fuori rosa ed il successivo 2 maggio risolve consensualmente il contratto.
Riparte la stagione successiva scegliendo di vestire i colori del Nissa, compagine siciliana militante in Serie D. La parentesi con il Nissa dura meno di una stagione e nel marzo del 2012 viene ingaggiato dall'Irsinese, formazione militante nel girone H della Serie D. Terminata la breve parentesi materana, Marruocco torna fra i professionisti nell'estate successiva firmando per la Paganese, in Lega Pro Prima Divisione. Conclude la carriera nel 2017-2018 alla Cavese.

## Palmarès

### Giocatore

#### Competizioni nazionali
- Scudetto Dilettanti: 1

Giugliano: 1997-1998
- Serie C2: 1

Messina: 1999-2000
- Coppa Italia Serie C: 1

Foggia: 2006-2007